# SM Town
SM Town (укр. Місто СМ) — музичний колектив для всіх артистів при південнокорейській компанії SM Entertainment.
Артисти гурту виступають на щорічних світових турах SM Town Live, починаючи з SM Town Live '08 у 2008 році. Станом на 2014 рік серія концертів зібрала понад мільйон глядачів.

## Дискографія

### Проєкти
- 2015—2019: The Agit — Concert Series
- 2016–донині: SM Station

### Студійні альбоми
| Christmas in SMTOWN.com                                                          | - Випущено: 1 грудня 1999 - Лейбл: SM, Wawa - Формати: CD, цифрове завантаження, стриминг     | [ A ] | 2     | —  | [ B ] | - Південна Корея: 300,000 | [ C ]               |
| Winter Vacation in SMTOWN.COM                                                    | - Випущено: 8 грудня 2000 - Лейбл: SM - Формати: CD, цифрове завантаження, стриминг           | [ A ] | —     | —  | [ B ] | Н/Д                       | [ C ]               |
| Winter Vacation in SMTOWN.COM                                                    | - Випущено: 4 грудня 2001 - Лейбл: SM - Формати: CD, цифрове завантаження, стриминг           | [ A ] | —     | —  | [ B ] | Н/Д                       | [ C ]               |
| Summer Vacation in SMTOWN.COM                                                    | - Випущено: 10 червня 2002 - Лейбли: SM, IKPOP - Формати: CD, цифрове завантаження, стриминг  | [ A ] | 1     | —  | [ B ] | - Південна Корея: 201,052 | [ C ]               |
| 2002 Winter Vacation in SMTOWN.COM                                               | - Випущено: 6 грудня 2002 - Лейбл: SM - Формати: CD, цифрове завантаження, стриминг           | [ A ] | 8     | —  | [ B ] | - Південна Корея: 69,278  | [ C ]               |
| 2003 Summer Vacation in SMTOWN.COM                                               | - Випущено: 18 червня 2003 - Лейбл: SM - Формати: CD, цифрове завантаження, стриминг          | [ A ] | 6     | —  | [ B ] | - Південна Корея: 46,387  | [ C ]               |
| 2003 Winter Vacation in SMTown.com                                               | - Випущено: 8 грудня 2003 - Лейбл: SM - Формати: CD, цифрове завантаження, стриминг           | [ A ] | 10    | —  | [ B ] | - Південна Корея: 35,392  | [ C ]               |
| 04 Summer Vacation In SMTOWN.COM                                                 | - Випущено: 2 липня 2004 - Лейбл: SM - Формати: CD, цифрове завантаження, стриминг            | [ A ] | 8     | —  | [ B ] | - Південна Корея: 41,118  | [ C ]               |
| 2006 Summer Smtown                                                               | - Випущено: 20 червня 2006 - Лейбл: SM - Формати: CD, цифрове завантаження, стриминг          | [ A ] | 4     | —  | [ B ] | - Південна Корея: 40,829  | [ C ]               |
| 06 Winter SM Town                                                                | - Випущено: 12 грудня 2006 - Лейбл: SM - Формати: CD, цифрове завантаження, стриминг          | [ A ] | 1     | —  | [ B ] | - Південна Корея: 35,214  | [ C ]               |
| 2007 Summer SM Town                                                              | - Випущено: 5 липня 2007 - Лейбл: SM - Формати: CD, цифрове завантаження, стриминг            | [ A ] | 2     | —  | [ B ] | - Південна Корея: 35,543  | [ C ]               |
| 07 Winter SM Town                                                                | - Випущено: 10 грудня 2007 - Лейбл: SM, IPLE - Формати: CD, цифрове завантаження, стриминг    | [ A ] | 4     | —  | [ B ] | - Південна Корея: 22,856  | [ C ]               |
| 2011 SM Town Winter 'The Warmest Gift'                                           | - Випущено: 13 грудня 2011 - Лейбл: SM, KMP - Формати: CD, цифрове завантаження, стриминг     | 1     | [ D ] | 36 | [ B ] | - Південна Корея: 45,581  | [ C ]               |
| 2021 Winter SM Town: SMCU Express                                                | - Випущено: 27 грудня 2021 - Лейбл: SM, Dreamus - Формати: CD, цифрове завантаження, стриминг | 2     | [ D ] | 14 | 30    | - Південна Корея: 628,781 | - KMCA: 2× Platinum |
| 2022 Winter SM Town: SMCU Palace                                                 | - Випущено: 26 грудня 2022 - Лейбл: SM, Dreamus - Формати: CD, цифрове завантаження, стриминг | 4     | [ D ] | 25 | 46    | - Південна Корея: 544,219 | - KMCA: Platinum    |
| «—» релізи, що не потрапили у чарти або не були випущені у відповідних регіонах. |                                                                                               |       |       |    |       |                           |                     |

### Збірки
| Назва           | Деталі                                                                                  | Пікові позиції у чартах | Продажі                  |
| Назва           | Деталі                                                                                  | KOR                     | Продажі                  |
| --------------- | --------------------------------------------------------------------------------------- | ----------------------- | ------------------------ |
| SM Best Album 3 | - Випущено: 10 серпня 2012 - Лейбли: SM, KMP - Формати: CD, digital download, streaming | 4                       | - Південна Корея: 16,686 |

### Сингл-альбоми
| Назва             | Деталі                                                                            | Прим.  |
| ----------------- | --------------------------------------------------------------------------------- | ------ |
| 09 Summer SM Town | - Випущено: 14 серпня 2009 - Лейбл: SM - Формати: CD, digital download, streaming | [ 26 ] |

### Сингли
| Рік  | Назва                                        | Альбом                          | Примітки                                                |
| ---- | -------------------------------------------- | ------------------------------- | ------------------------------------------------------- |
| 2012 | «Dear My Family (2012)»                      | I AM. Original Film Soundtrack  | Саундтрек для I AM.                                     |
| 2017 | «Dear My Family (2017)»                      | SM Station Season 2             | Сингл-данина покійному учаснику Shinee — Кім Джонхьону. |
| 2019 | «This is Your Day (for every child, UNICEF)» | SM Station X 4 LOVEs for Winter | Колабораційний сингл з ЮНІСЕФ                           |

## Концерти

### Концертні тури
- SM Town Live '08 (2008–09)[27]
- SM Town Live '09 (2009; canceled)[28]
- SM Town Live '10 World Tour (2010–11)[29]
- SM Town Live World Tour III (2012–13)[30]
- SM Town Live World Tour IV (2014–15)[31]
- SM Town Live Tour V in Japan (2016)
- SM Town Live World Tour VI (2017–18)
- SM Town Live 2022: SMCU Express (2022)

### Музичні фестивалі
- SM Smile Concert China (2002)
- SM Smile Concert (2003)
- SM Summer Town Festival (15–17 липня 2006)[32]
- SM Town Summer Concert (30 червня та 1 липня 2007 — Olympic Gymnastics Arena)
- SM Town Week (2013)[33]
- SMile Music Festival (2015)

### Інше
- SM Town Special Stage in Hong Kong (2017)
- SM Town Live 2018 In Osaka (2018)
- SM Town Live Special Stage in Santiago (2019)
- SM Town Live 2019 In Tokyo (2019)
- SM Town Live Culture Humanity (2021)
- SM Town Live 2022: SMCU Express at Kwangya (2022)
- SM Town Live 2023: SMCU Palace at Kwangya (2023)
- SM Town Live 2023: SMCU Palace in Jakarta (2023)

## Фільмографія
- I AM.: SM Town Live World Tour in Madison Square Garden (10 травня 2012)[34] — саундтрек для «Dear My Family»[35]
- SM Town Live in Tokyo Special Edition in 3D (11 жовтня 2012)[36][37]

## Офіційна заява SM Town
Мобільний додаток, запущений компанією SM Entertainment для Андроїдів та iOS; це мобільна версія офіційного сайту SM Town.

## SuperStar SM Town
У серпні 2014 року SM Entertainment випустили ритм-гру для Android та iOS — SuperStar SM Town, в якій представлені пісні артистів SM Town.

## Нотатки
1. ↑  Gaon Music Chart was launched on February 23, 2010.[6]
2. ↑  Billboard Japan Hot Albums was launched on June 4, 2015.[7]
3. ↑  In April 2018, Gaon Music Chart introduced music recording certifications for albums, downloads, and streamings that were released and licensed in Korea starting from January 2018 onward.[9]
4. ↑  The Music Industry Association of Korea stopped compiling data in the second half of 2008.[19]